# Pokémon 5: Bohaterowie
Pokémon: Bohaterowie (jap. 劇場版ポケットモンスター 水の都の護神 ラティアスとラティオス Gekijōban Poketto Monsutā Mizu no Miyako no Mamorigami Ratiasu to Ratiosu; ang. Pokémon Heroes: Latios and Latias) – piąty film o Pokémonach na podstawie anime Pokémon. W Polsce film był emitowany w rodzinie kanałów Filmbox w wersji z lektorem.

## Postacie
- Ash Ketchum – nastoletni trener Pokemonów, podróżuje po świecie, by zostać Mistrzem Pokemonów. Bywa niekiedy narwany i lekkomyślny, ale ma dobre serce i stara się każdemu pomóc. Ma w sobie mnóstwo zapału i determinacji. Jego nieodłącznym kompanem jest Pikachu, Pokemon elektryczna mysz.
- Misty – najlepsza przyjaciółka Asha, podróżuje razem z nim. Ma rude włosy i niebieskie oczy. Jest dość nerwowa i łatwo ją wytrącić z równowagi. Ma jednak dużo wiedzy na temat Pokemonów, zwłaszcza wodnych. Bardzo oddana przyjaciołom. Jej ulubieńcem jest Togepi, Pokemon jajko, którym się opiekuje niemalże jak swoim dzieckiem.
- Brock – czarnoskóry przyjaciel Asha i Misty, podróżuje z nimi. Jest starszy od nich i bardziej doświadczony. Posiada ogromne pokłady wiedzy na temat Pokemonów, jak i również duże umiejętności kulinarne. Ma słabość do ładnych kobiet, zawsze dostaje bzika na ich widok.
- Latias – mityczny Pokemon płci żeńskiej, wraz ze swoim bliźniakiem Latiosem mieszka w mieście Alto Mare, które ich ojciec, stary Latios, ocalił kiedyś od zagłady, choć przypłacił to życiem. Latias posiada niezwykłe umiejętności np. umie przybrać postać człowieka. Zakochuje się w Ashu, gdy ten ratuje jej życie. Potem pomaga mu walczyć w obronie miasta.
- Latios – mityczny Pokemon płci męskiej, bliźniak Latias, z którą mieszka w Alto Mare. Podobnie jak ona ma ogromne moce wykraczające poza przeciętne umiejętności zwykłych Pokemonów. Jest nieco nieufny wobec Asha i początkowo się go boi.
- Lorenzo – staruszek produkujący gondole, dawny przyjaciel starego Latiosa, sprawuje pieczę nad jego dziećmi oraz nad kulą zwaną Klejnotem Duszą, gdzie znajduje się ukryty duch starego Latiosa (kula ta chroni mocą całe miasto).
- Bianka – wnuczka Lorenza, młoda malarka, razem z dziadkiem opiekuje się Latiosem i Latias. Nie ufa obcym i jest bardzo ostrożna. Latias często przybiera jej postać, by móc wyjść na miasto lub potrzymać Asha za rękę.
- Annie i Oakley – dwie siostry złodziejki, pracują dla milionera Giovanniego, na polecenie którego kradną wyjątkowo rzadkie i cenne Pokemony. Są niezwykle skuteczne, w swojej działalności posługują się głównie nowoczesną technologią. Ich celem jest schwytanie Latiosa i Latias oraz zdobycie Klejnotu Duszy.
- Zespół R – trio złodziei Pokemonów, w którego skład wchodzą dwoje nastolatków: Jessie i James oraz mówiący Pokemon kot Meowth. Również pracują dla Giovanniego. Ich największym celem jest schwytanie Pikachu Asha, którego uważają za niezwykle cennego stworka.

## Fabuła
Annie i Oakley dowiadują się o legendzie dotyczącej Klejnotu Duszy – w tym oto kamieniu ma ponoć znajdować się duch Latiosa, który niegdyś ocalił miasto Alto Mare od zagłady, choć przypłacił to życiem. W mieście znajduje się rzekomo nie tylko ów niezwykle cenny artefakt, ale i dzieci bohaterskiego Pokemona. Siostry wybierają się więc do Alto Mare, by zdobyć te niezwykle cenne łupy dla swego szefa, Giovanniego. W mieście dostrzega ich mający właśnie wakacje Zespół R, którzy rozpoznaje swoje koleżanki po fachu i domyślając się, że sprowadza je tu jakaś ważna misja, chce zaoferować im swoje usługi. Próba dogonienia obu sióstr przez trio złodziejaszków kończy się jednak niepowodzeniem. W tym samym czasie Ash i Misty, dzielnie dopingowani przez Brocka, biorą udział w wodnych wyścigach Alto Mare. Na skutek figli ze strony niewidzialnych Latiosa i Latias chłopak wypada z toru, a pierwsze miejsce zajmuje Misty. Później trójka przyjaciół zwiedza miasto, a następnie idzie na lody. Ash odłącza się od kompanów, by napoić Pikachu. Przy poidle dla Pokemonów zastaje tajemniczą dziewczynę niemowę, której wpada w oko. Chwilę później zostaje ona napadnięta przez Annie i Oakley. Ash ratuje nieznajomą, ale ta ucieka bez pożegnania. Zasmucony tym faktem chłopak wraz z Misty i Brockiem zwiedza miejscowe muzeum. Ich przewodnikiem jest staruszek imieniem Lorenzo. Ash poznaje jego wnuczkę, Biankę i rozpoznaje w niej osobę, którą ocalił. Chce z nią porozmawiać, dziewczyna jednak twierdzi, że go nie zna. Później młody Ketchum znów ją spotyka. Tym razem zabiera go ona bez słowa wyjaśnień do ogrodu przy swoim domu, gdzie chłopaka atakuje Latios. Tajemnicza nieznajoma jednak występuje w obronie swego wybawcy. Chwilę później w ogrodzie zjawiają Lorenzo i prawdziwa Bianka – wychodzi wówczas na jaw, że osobą, którą ocalił Ash, jest Latias w ludzkiej postaci. Lorenzo wtajemnicza Asha w swoje sprawy oraz pokazuje mu, gdzie znajduje się Klejnot Dusza. Ketchum obiecuje dochować tajemnicy, po czym spędza miło czas z mitycznym rodzeństwem Pokemonów nie wiedząc, że obserwują ich Annie i Oakley za pomocą małych robotów z kamerą. W nocy obie siostry włamują się do ogrodu, zdobywają Klejnot Duszę oraz chwytają Latiosa. Latias udaje się uciec oraz dotrzeć w ludzkiej postaci do Centrum Pokemon, gdzie prosi Asha o pomoc. Tymczasem Annie i Oakley wchodzą do muzeum, gdzie znajduje się MOA – Mechanizm Obrony Alto Mare. Maszyna ta ma moc chronienia miasta lub zniszczenia go, a można ją uruchomić tylko za pomocą Klejnotu Duszy. Lorenzo i Bianka nakrywają w muzeum siostry, lecz te nokautują ich i wiążą. Następnie Oakley włącza MOA, po czym budzi ze snu dwa prehistoryczne Pokemony: Aerodactyla i Kabutopsa, którym nakazuje schwytać Latias oraz zabić każdego, kto stanie im na drodze. Latios, wykorzystując swoje umiejętności wysyła obraz tych wydarzeń siostrze, ta zaś ukazuje go Ashowi, Misty i Brockowi. Przyjaciele rozumieją, że muszą działać. Oakley za pomocą MOA zamyka żelaznymi pnączami drzwi i okna we wszystkich domach w Alto Mare. Ash, widząc co się święci, w ostatniej chwili wyskakuje razem z Latias i Pikachu przez okno do wody, po czym rusza do muzeum. Atakują go Aerodactyl i Kabutops, na szczęście uwięzieni Misty i Brock wysyłają mu w sukurs swoje Pokemony, więc walka kończy się zwycięsko dla Ketchuma. Później Oakley wykorzystując moc MOA próbuje utopić Asha, ale ratuje go Latias. Bohater dociera do muzeum, gdzie uwalnia Lorenza, Biankę i Latiosa oraz pokonuje agentki Giovanniego. Chwilę później dochodzi do tragedii – Klejnot Dusza wyczerpuje całą swoją moc, przez co MOA przestaje działać, a w stronę miasta zaczyna pędzić tsunami. Mityczne rodzeństwo Pokemonów wykorzystując swoją moc ratuje miasto od zagłady, jednak Latios osłabiony walką z żywiołem umiera, zaś Latias ledwo uchodzi z życiem. Duch Latiosa wstępuje do Klejnotu Duszy, który wraca na swoje miejsce, by dalej chronić Alto Mare. Annie i Oakley trafiają do więzienia, zaś Ash, Misty i Brock wyruszają w kolejną podróż. Przed wyjazdem z miasta chcą pożegnać swoich nowych znajomych. W ich domu zastają tylko Lorenza, gdyż Bianka wyszła na targ. Przyjaciele nie chcą na nią czekać i ruszają w drogę. Wyjeżdżając z Alto Mare widzą Biankę machającą im ręką. Zatrzymują się na przystani, by ją pożegnać. Dziewczyna bez słowa daje Ashowi rysunek, na którym jest on i Pikachu, po czym całuje go czule w policzek i ucieka. Pytaniem bez odpowiedzi pozostaje, kto tak czule pożegnał Ketchuma – Bianka czy Latias w ludzkiej postaci? Bohaterowie wyruszają łodzią ku nowym przygodom. Z nieba obserwuje ich niewidzialna Latias w towarzystwie duchów swego ojca i brata.

## Wersja polska
Na zlecenie: SPI International Polska – Studio Sonoria

Tekst: Dariusz Dunowski, Czytał: Piotr Borowiec